# Metal Guru
Singles de T. Rex
Telegram Sam
(janvier 1972) Children of the Revolution
(septembre 1972)
Metal Guru est une chanson de T. Rex parue en 1972, d'abord en single, puis sur l'album The Slider. Il s'agit du quatrième et dernier no 1 du groupe au Royaume-Uni. Elle atteint également la première place en Irlande et en Allemagne. En revanche, elle ne se vend pas assez aux États-Unis pour entrer dans le Hot 100.
La chanson Panic, des Smiths, est en grande partie inspirée de Metal Guru.

## Musiciens
- Marc Bolan : chant, guitare
- Mickey Finn : percussions, chant
- Steve Currie : basse
- Bill Legend : batterie
- Howard Kaylan, Mark Volman : chœurs
- Tony Visconti : arrangements

## Classements hebdomadaires
| Classement (1972)              | Meilleure position |
| ------------------------------ | ------------------ |
| Allemagne (Media Control AG)   | 1                  |
| Australie (Kent Music Report)  | 10                 |
| Canada (RPM)                   | 45                 |
| Irlande (IRMA)                 | 1                  |
| Norvège (VG-lista)             | 4                  |
| Royaume-Uni (UK Singles Chart) | 1                  |